# Határ-réti-árok
A Határ-réti-árok a Pilisben ered, Pest vármegyében, mintegy 270 méteres tengerszint feletti magasságban, pilisszántói területen. A forrásától kezdve nagyjából végig délkeleti irányban halad, Pilisszántó lakott területeit elhagyva keresztezi a Pilisvörösvárt Pilisszántóval összekötő országutat, majd végigfolyik a duzzasztással létrehozott Határréti-víztározón. A tó területén található Pilisvörösvár, Pilisszántó és Csobánka hármashatára, ettől kezdve a patak néhány kilométeren át Pilisvörösvár és Csobánka közigazgatási területeinek határvonalán halad. Pilisvörösvár területének legkeletibb részén éri el a szintén duzzasztással kialakított Háziréti-víztározót, itt folyik bele a Házi-réti-patak is. Az újabb tározó duzzasztógátja után nem sokkal eléri Solymár és Pilisborosjenő határvonalának legnyugatibb pontját, ettől kezdve további néhány kilométeren át ez utóbbi két település határán, vagy annak közelében halad. Solymár Szarvas nevű településrészénél torkollik bele az Aranyhegyi-patakba.

## Part menti települések
- Pilisszántó
- Pilisvörösvár
- Csobánka
- Solymár